# Miavoye
Miavoye est un hameau de la commune belge d'Onhaye située en Région wallonne dans la province de Namur. Avant la fusion des communes de 1977, Miavoye faisait partie de la commune d'Anthée.

## Situation
Le hameau de Miavoye se situe un peu à l'écart de la route nationale 915 qui relie Anthée à Hastière-Lavaux et la vallée de la Meuse.

## Description
Miavoye est un hameau condrusien à l'habitat assez concentré se composant de maisons, fermes et fermettes en moellons de calcaire parfois chaulés et colorés souvent construites au cours du XIXe siècle. Les habitations, parfois mitoyennes, se suivent principalement le long de la rue Sous-lieutenant Piérard.

## Patrimoine
Le château de Miavoye est un ensemble en U édifié à partir du XVIIe siècle et remanié entre autres en 1813. Il est principalement construit en moellons chaulés et pierre de taille calcaire.

## Activités
Le hameau possède un complexe sportif et associatif.